# Kalvin Phillips
Kalvin Philips (n. 2 decembrie 1995, Leeds, Anglia, Regatul Unit) este un fotbalist britanic, care joacă pe post de mijlocaș la Manchester City în Premier League. Pe plan internațional, are prezențe la națională pentru Anglia.